# Klaus Arnold (Politiker)
Klaus Arnold (geboren 21. März 1942) ist ein deutscher Kommunalpolitiker (CDU) und ehemaliger Landrat des Landkreises Hameln-Pyrmont.

## Leben
Klaus Arnold wirkte als Christdemokrat ab etwa 1973 bis 2016 rund 43 Jahre kommunalpolitisch, zumeist in leitender Funktion als Kreisvorsitzender seiner Partei beziehungsweise von 1986 bis 1991 als Landrat.
Spätestens ab 1984 und bis 1991 leitete er innerhalb der Kreisverbände der CDU Niedersachsen im Bezirksverband Hannover den Landkreis Hameln-Pyrmont als dessen Vorsitzender.
2018 wirkte Arnold als Aufsichtsratsvorsitzender der Energiegenossenschaft Weserbergland (EnGeWe) bei der Inbetriebnahme des ersten „Bürger-Windrades“ in Hameln-Pyrmont.
Anfang Juli 2016 kehrte Arnold seiner Partei „mit sofortiger Wirkung“ den Rücken.